# 若き獅子たち (映画)
『若き獅子たち』（わかきししたち, 原題：The Young Lions）は、1958年制作のアメリカ合衆国の戦争映画。
アーウィン・ショーの同名小説をエドワード・ドミトリク監督、マーロン・ブランド、モンゴメリー・クリフト、ディーン・マーティンらの出演で映画化した作品である。

## あらすじ
第二次世界大戦中、熱心なナチ党員で軍に志願してパリ攻略に参加したドイツ人青年クリスチャンは、やがて反ナチ運動に参加しているフランス女との出会いや、上官ハーデンバーグ大尉の妻との情事などを経て、ナチの政策に疑問をもつ。
一方、アメリカ。ブロードウェイ歌手のマイケルは、徴兵検査所でユダヤ系のノアと知り合い、共に入隊、ヨーロッパ戦線に配属された。
やがて連合軍がライン川を越えてドイツに侵攻した時、この3人の運命の歯車は絡み合っていく。

## キャスト
| 役名               | 俳優                     | 日本語吹替 | 日本語吹替   | 日本語吹替 |
| 役名               | 俳優                     | NET版      | フジテレビ版 |            |
| ------------------ | ------------------------ | ---------- | ------------ | ---------- |
| クリスチャン       | マーロン・ブランド       | 井川比佐志 | 田口計       |            |
| ノア               | モンゴメリー・クリフト   | 山内雅人   | 佐々木功     |            |
| マイケル           | ディーン・マーティン     | 羽佐間道夫 | 羽佐間道夫   |            |
| ホープ             | ホープ・ラング           | 渋沢詩子   |              |            |
| ハーデンバーグ大尉 | マクシミリアン・シェル   |            |              |            |
| マーガレット       | バーバラ・ラッシュ       |            |              |            |
| グレッチェン       | メイ・ブリット           |            |              |            |
|                    | ドラ・ドル               |            |              |            |
| リケット           | リー・ヴァン・クリーフ   |            |              |            |
|                    | リーフ・エリクソン       |            |              |            |
|                    | リリアン・モンテヴェッキ |            |              |            |
|                    | パーリー・ベア           |            |              |            |

- NET版：初回放送日1973年1月7日21:00-23:30『日曜洋画劇場』
- フジテレビ版：初回放送日1976年1月23日21:00-22:54『ゴールデン洋画劇場』